# Ecnomus woronan
Ecnomus woronan is een schietmot uit de familie Ecnomidae. De soort komt voor in het Australaziatisch gebied.